# Daniele Pecci
Daniele Pecci, född 23 maj 1970 i Rom, är en italiensk skådespelare.
Pecci har bland annat medverkat i TV-serierna Medici från 2019, Cuori från 2021 och Hotell Portofino från 2022.

## Filmografi (i urval)
- 2019 – Medici (TV-serie)
- 2021 – Cuori (TV-serie)
- 2022 – Hotell Portofino (TV-serie)